# Jersey Shore (Pennsylvania)
Jersey Shore è una borough degli Stati Uniti d'America, nella contea di Lycoming, nello stato della Pennsylvania.
Hunter Stockton Thompson (1937 - 2005), giornalista, inventore del gonzo journalism, ha lavorato come cronista sportivo per un giornale di Jersey Shore.